# Comité exécutif de Montréal
Le Comité exécutif de Montréal est composé d'élus en provenance du Conseil de ville de Montréal qui ont comme responsabilités d'appliquer et d'exécuter les décisions prises par les élus de Montréal. Le Comité exécutif consiste en d'autres termes de l'administration municipale de Montréal.

## Mandats du Comité exécutif
Le comité exécutif de Montréal prépare, soumet et donne un avis au conseil municipal de Montréal à propos des dossiers suivants :
- le budget annuel de la ville;
- toute demande pour l'affectation du produit des emprunts et pour tout autre crédit requis;
- toute demande relative à l'adoption du plan d'urbanisme, à sa modification ou à son remplacement;
- les projets de règlements;
- toute demande pour virement de fonds ou de crédits déjà votés;
- tout rapport sur les taxes, permis ou licences qui doivent être imposés;
- tout rapport recommandant l'octroi de franchises et de privilèges;
- tout rapport concernant l'échange ou l'emphytéose relatif à un immeuble appartenant à la ville et, en outre, la location de ses biens meubles ou immeubles lorsque la durée excède un an;
- tout rapport sur toute autre question que lui soumet le conseil et qui est de la compétence de ce dernier;
- tout plan de classification des fonctions et des traitements qui s'y rattachent.

De plus, le Comité exécutif agit pour la ville dans tous les cas où la compétence d'accomplir l'acte lui appartient selon une disposition du règlement intérieur. Il peut consentir tout contrat qui n'entraîne pas une dépense excédant 100 000 $.

## Les membres du Comité exécutif
Les membres actuels du Comité exécutif sont les suivants :
| Nom                 | Parti politique                         | Responsabilités |
| ------------------- | --------------------------------------- | --- |
| Émilie Thuillier    | Projet Montréal - Équipe Valérie Plante | Présidente du comité exécutif Responsable des ressources humaines, des infrastructures, des immeubles et du maintien des actifs                                                                |
| Caroline Bourgeois  | Projet Montréal - Équipe Valérie Plante | Vice-présidente du comité exécutif Responsable des sports et des loisirs, d'Espace pour la vie, de la langue française ainsi que de l'Est de Montréal                                          |
| Benoit Dorais       | Projet Montréal - Équipe Valérie Plante | Vice-président du comité exécutif Responsable des finances et de l'évaluation foncière, de l'habitation, de la stratégie immobilière et des affaires juridiques                                |
| Ericka Alneus       | Projet Montréal - Équipe Valérie Plante | Responsable de la culture, du patrimoine, de la gastronomie et de la vie nocturne |
| Robert Beaudry      | Projet Montréal - Équipe Valérie Plante | Responsable de l'urbanisme, de l'OPCM et de l'itinérance |
| Josefina Blanco     | Projet Montréal - Équipe Valérie Plante | Responsable de la diversité, de l'inclusion sociale, de l'accessibilité universelle, de la condition féminine, de la jeunesse et des personnes aînées                                          |
| Alia Hassan-Cournol | Projet Montréal - Équipe Valérie Plante | Responsable du développement économique et de l'enseignement supérieur, de la lutte au racisme et aux discriminations systémiques et déléguée à la réconciliation avec les peuples autochtones |
| François Limoges    | Projet Montréal - Équipe Valérie Plante | Responsable de la concertation avec les arrondissements |
| Marie-Andrée Mauger | Projet Montréal - Équipe Valérie Plante | Responsable de la transition écologique et de l'environnement |
| Sophie Mauzerolle   | Projet Montréal - Équipe Valérie Plante | Responsable du transport et de la mobilité |
| Alex Norris         | Projet Montréal - Équipe Valérie Plante | Responsable des grands parcs et du Mont-Royal |
| Sylvain Ouellet     | Projet Montréal - Équipe Valérie Plante | Responsable de l'eau |
| Valérie Plante      | Projet Montréal - Équipe Valérie Plante | Mairesse de la Ville Responsable des relations internationales, de la réconciliation avec les peuples autochtones, de la relance du centre-ville et du développement economique international  |
| Magda Popeanu       | Projet Montréal - Équipe Valérie Plante | Responsable de la performance organisationnelle, de la participation citoyenne et de la démocratie                                                                                             |
| Alain Vaillancourt  | Projet Montréal - Équipe Valérie Plante | Responsable de la sécurité publique |

Les conseillères associées
| Marianne Giguère | Projet Montréal - Équipe Valérie Plante | Conseillère associée à la mobilité et au Plan vélo                                                   |
| Despina Sourias  | Projet Montréal - Équipe Valérie Plante | Conseillère associée à l'habitation, à la salubrité et à la protection du parc de logements locatifs |

## Histoire
En 1874, la Corporation de la Cité de Montréal devient la Cité de Montréal. Cette même année, la Ville se dote d’une structure formelle de gouvernement. Le poste de conseiller est aboli, et des commissions échevinales assurent désormais la direction des services municipaux :  les finances, la voirie, l’alimentation en eau potable, la santé, les marchés, la police, les incendies et l’éclairage, les parcs et traverses, l’incinération.
En 1909, l'ancêtre du comité exécutif actuel est créé : un Bureau des commissaires, composé de quatre personnes élues par tous les électeurs de la ville. Cette réforme est mise en place pour donner suite aux revendications portées par des réformistes dans le but de diminuer la corruption due au patronage pratiqué par les échevins.
En 1918, lors de la mise en tutelle de la Ville par le gouvernement du Québec, le Bureau des commissaires est remplacé par une commission administrative, dont les membres sont nommés par le gouvernement .
En 1921, pour mettre fin à la tutelle, la population montréalaise est appelée à choisir entre deux modes de gouvernement : soit un conseil restreint, composé de sept à neuf échevins élus par l’ensemble des électeurs, gouverne Montréal; soit on maintient l’élection des échevins dans les quartiers, mais qu’un comité d’administration exerce le pouvoir exécutif. Finalement, ils privilégient la seconde proposition.
L’avènement du Comité exécutif confirme le principe de la répartition des pouvoirs. Désormais, il lui revient de préparer et de gérer le budget, initialement approuvé par le Conseil municipal de Montréal. En outre, il a l’entière initiative en matière législative, et toute proposition doit préalablement recevoir son aval.

### Présidence
| Nom                           | Dates du mandat                 |
| ----------------------------- | ------------------------------- |
| Joseph-Adélard-Azarie Brodeur | 1921–1927                       |
| Alphonse-Avila Desroches      | 1927–1930                       |
| Tancrède Fortin               | 1930–1932                       |
| Joseph-Maurice Gabias         | 1932–1934                       |
| Joseph-Marie Savignac         | 1934–1936, 1938–1940, 1957–1960 |
| Ovide Taillefer               | 1936–1938                       |
| Joseph-Omer Asselin           | 1940–1954                       |
| Pierre DesMarais              | 1954–1957                       |
| Lucien Saulnier               | 1960–1970                       |
| Gérard Niding                 | 1970–1977                       |
| Yvon Lamarre                  | 1977–1986                       |
| Michael Fainstat              | 1986–1990                       |
| Léa Cousineau                 | 1990–1994                       |
| Noushig Eloyan                | 1994–1998                       |
| Jean Fortier                  | 1998–2001                       |
| Frank Zampino                 | 2001–2008                       |
| Claude Dauphin                | 2008–2009                       |
| Gérald Tremblay               | 2009–2011                       |
| Michael Applebaum             | 2011–2012                       |
| Laurent Blanchard             | 2012–2013                       |
| Josée Duplessis               | 2013                            |
| Pierre Desrochers             | 2013–2017                       |
| Benoit Dorais                 | 2017–2021                       |
| Dominique Ollivier            | 2021–2023                       |
| Luc Rabouin                   | 2023–2024                       |
| Émilie Thuillier              | 2024-                           |